# Szlif fantazyjny

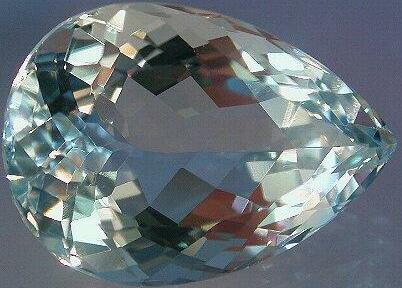
akwamaryn – kropla

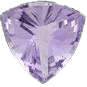
szlif fantazyjny

Szlif fantazyjny – szlifowane kamienie mają rozmaite kształty: o zarysie trójkątnym, trapezowym, rombowym, pięciobocznym, sześciobocznym.
W ten sposób szlifowane są rzadkie kamienie szlachetne lub kamienie mające skazy, względnie nieregularne kształty: kropla, markiza, serce, np. szlif nożycowy = krzyżowy.